# Nazareno (ort i Argentina)
Nazareno är en ort i Argentina.   Den ligger i provinsen Salta, i den norra delen av landet, 1 500 km norr om huvudstaden Buenos Aires. Nazareno ligger 3 688 meter över havet och antalet invånare är 786.
Terrängen runt Nazareno är huvudsakligen bergig, men åt nordväst är den kuperad. Runt Nazareno är det mycket glesbefolkat, med 2 invånare per kvadratkilometer.. Det finns inga andra samhällen i närheten. 
Omgivningarna runt Nazareno är i huvudsak ett öppet busklandskap.